# 1912 en musique classique
| \| • Retour à la chronologie générale de la musique classique • \| |
| Grèce • Rome • Haut Moyen Âge • VIIIe siècle • IXe siècle • Xe siècle • XIe siècle XIIe siècle • XIIIe siècle • XIVe siècle • XVe siècle • XVIe siècle • XVIIe siècle XVIIIe siècle • XIXe siècle • XXe siècle • XXIe siècle |
| • Retour à la chronologie générale de la musique classique • |

| Années en musique classique : 1909 - 1910 - 1911 - 1912 - 1913 - 1914 - 1915    |
| Décennies en musique classique : 1880 - 1890 - 1900 - 1910 - 1920 - 1930 - 1940 |

## Événements

### Créations

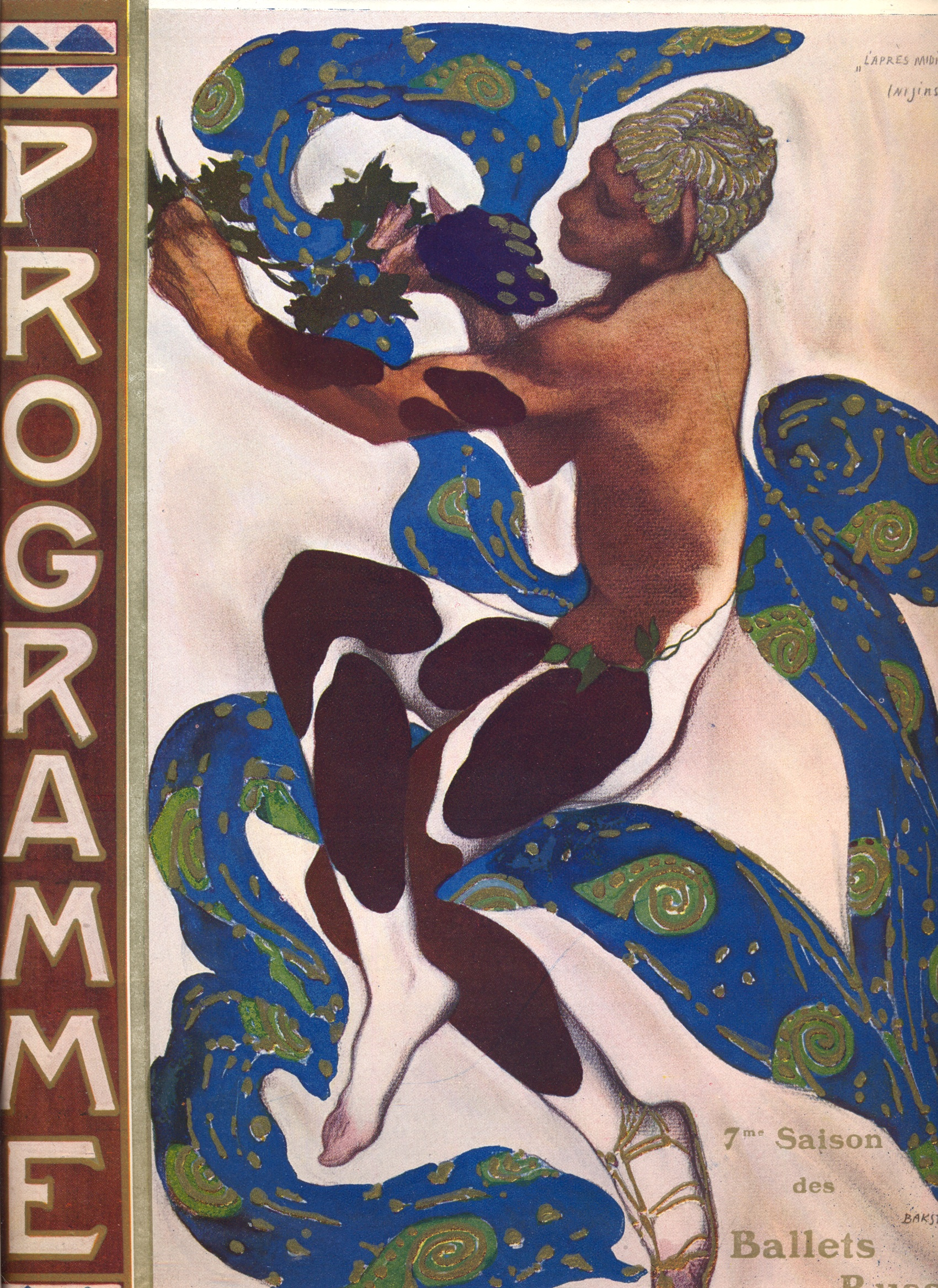
Nijinski dans L'Après-midi d'un faune. Aquarelle de Léon Bakst.

- 21 janvier : Ma mère l'Oye (version ballet), de Maurice Ravel, créée avec une chorégraphie de Jane Hugard (voir 1910).
- 1er février : Le Pays, opéra de Guy Ropartz, créé à Nancy.
- 17 février :  Roma, opéra de Jules Massenet, créé à l'Opéra de Monte-Carlo sous la direction de Léon Jehin.
- 28 février : 
  - Nielsen dirige la création Copenhague de son Concerto pour violon, avec en soliste Emil Telmányi.
  - Nielsen dirige également la création de sa Symphonie no 3.
- 23 mars : la Symphonie no 3 « Ilya Mouromets » de Reinhold Glière, créée à Moscou  sous la direction d'Emil Cooper.
- mars : création de la Symphonie pour orgue no 3 op. 28 en fa dièse mineur, de Louis Vierne.
- 6 avril : Susie, opérette de Vincent Scotto, créée à Toulouse.
- 22 avril : La Péri, de Paul Dukas, créé au Théâtre du Châtelet.
- 18 mai : Évocations, d'Albert Roussel, créé à la Société nationale de musique, salle Gaveau, sous la direction de Rhené-Baton.
- 29 mai : L'Après-midi d’un faune, créé par les Ballets russes de Serge de Diaghilev à Paris, au Théâtre du Châtelet, sur une musique de Claude Debussy, provoque un scandale.
- 8 juin : Daphnis et Chloé de Ravel, chorégraphié par Michel Fokine, créé par les Ballets russes, sous la direction de Pierre Monteux.
- 26 juin : la Symphonie no 9 de Mahler, créée au festival de Vienne par l'Orchestre philharmonique de Vienne dirigé par Bruno Walter.
- 7 août : le Concerto pour piano no 1, de Prokofiev, créé par le compositeur à Saint-Pétersbourg.
- 18 août : Der ferne Klang, opéra de  Franz Schreker, créé à Francfort.
- 16 octobre : Pierrot lunaire, d’Arnold Schönberg, créé à Berlin.
- 25 octobre : première version de Ariane à Naxos, opéra de Richard Strauss, créé à Stuttgart.

Date indéterminée
- Altenberg Lieder d'Alban Berg.
- Création du Concerto pour clarinette et alto de Max Bruch.
- Christus, un prélude et trois oratorios de Felix Draeseke, créés à Berlin.

### Autres
- Premier festival d'opéra de Savonlinna en Finlande créé par Aino Ackté.
- Dernière manifestation du festival triennal de musique de Birmingham.

## Naissances
- 2 janvier : 

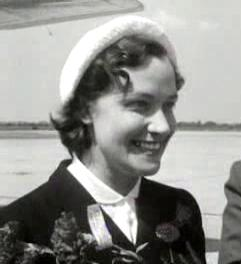
Kathleen Ferrier en 1951

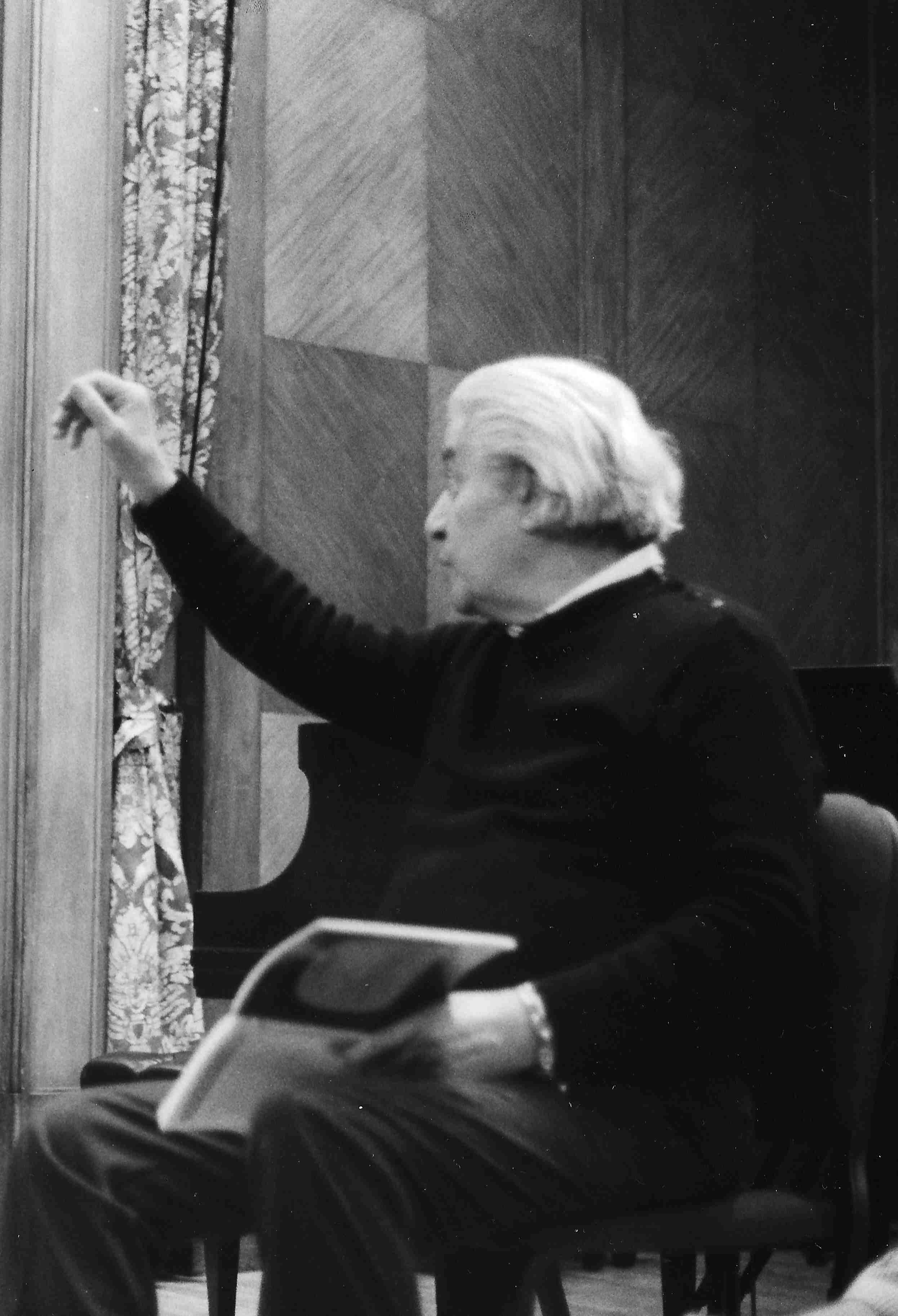
Sergiu Celibidache

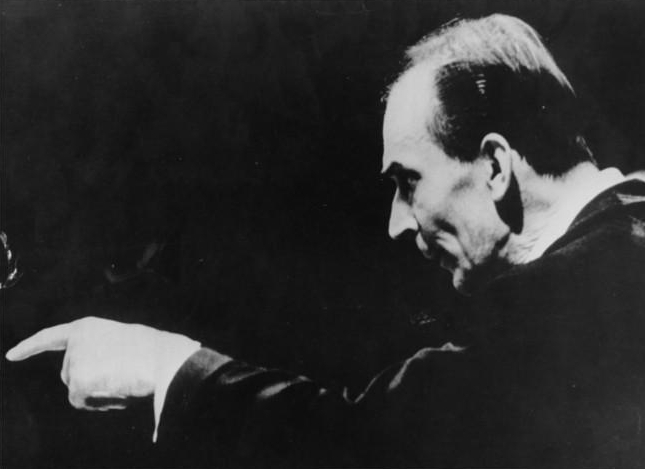
Igor Markevitch

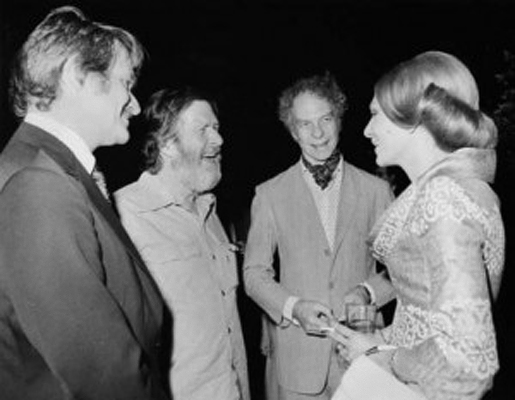
John Cage (2e en partant de la gauche) avec Merce Cunningham (à sa gauche)

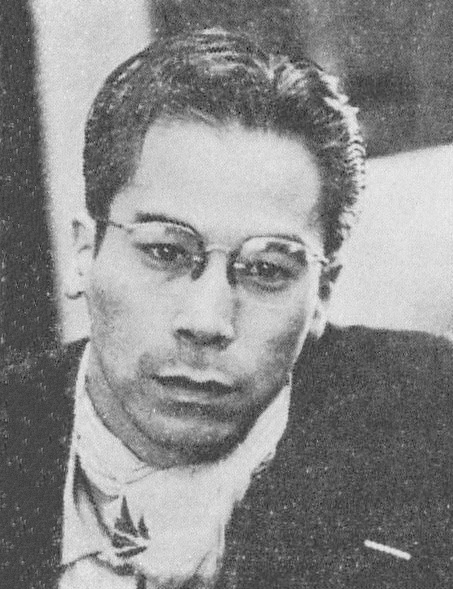
Kazuo Yamada

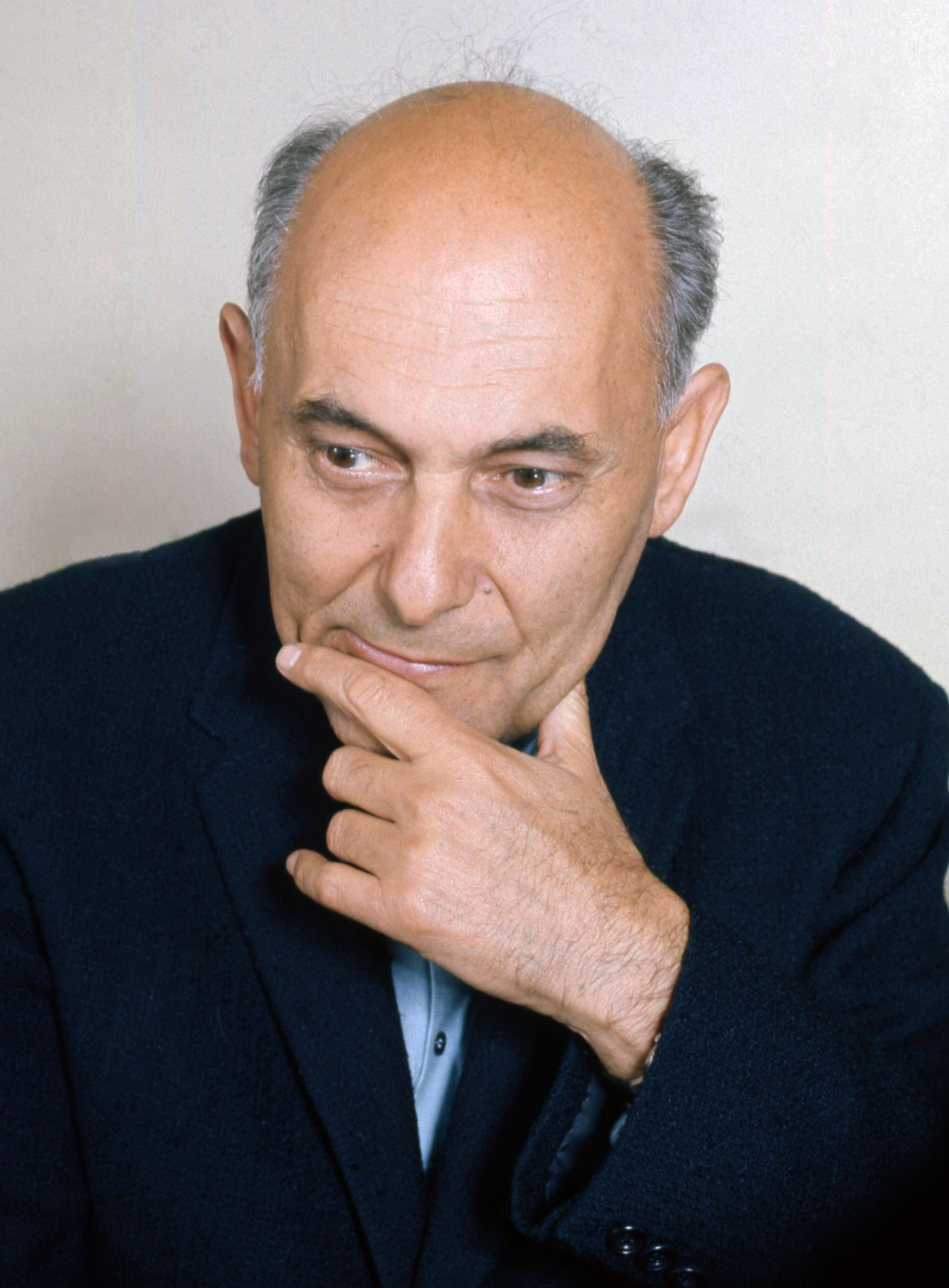
Georg Solti

  - André Amellér, compositeur, contrebassiste et chef d'orchestre français († 14 mai 1990).
  - Barbara Pentland, compositrice canadienne († 5 février 2000).
- 6 janvier : Hans Richter-Haaser, pianiste, chef d'orchestre et compositeur allemand († 13 décembre 1980).
- 7 janvier : Günter Wand, chef d'orchestre et compositeur allemand († 14 février 2002).
- 8 janvier : Rudolf Escher, compositeur néerlandais († 17 mars 1980).
- 20 janvier : Jean-Baptiste Mari, chef d'orchestre et tubiste français († 31 octobre 1991).
- 4 février : Erich Leinsdorf, chef d'orchestre autrichien naturalisé américain († 11 septembre 1993).
- 7 février : Alfred Desenclos, compositeur français († 3 mars 1971).
- 8 février :
  - Simon Jurovsky, compositeur slovaque († 8 novembre 1963).
  - Nikita Magaloff, pianiste russe et suisse († 26 décembre 1992).
- 11 février : Rudolf Firkušný, pianiste tchèque américain († 19 juillet 1994).
- 20 février : Arrigo Pelliccia, violoniste et altiste italien († 20 juillet 1987).
- 27 février : Eliška Kleinová, pianiste tchèque († 2 septembre 1999).
- 1er mars : Giuseppe Anedda, mandoliniste et professeur de musique classique italien († 30 juillet 1997).
- 4 mars : Ferdinand Leitner, chef d'orchestre allemand († 3 juin 1996).
- 11 mars : Xavier Montsalvatge, compositeur et critique musical espagnol († 7 mai 2002).
- 22 mars : Martha Mödl, soprano puis mezzo-soprano allemande († 17 décembre 2001).
- 24 mars : Sari Biro, pianiste hongroise († 2 septembre 1990).
- 5 avril : Carlos Guastavino, compositeur argentin († 28 octobre 2000).
- 13 avril : Milos Sadlo, violoncelliste thèque († 14 octobre 2003).
- 14 avril : Paraschkew Chadschiew, compositeur bulgare († 28 avril 1992).
- 22 avril : Kathleen Ferrier, cantatrice (contralto) britannique († 8 octobre 1953).
- 5 mai : Walter Joachim, violoncelliste québécois († 20 décembre 2001).
- 10 mai : Adrian Aeschbacher, pianiste et claveciniste suisse († 9 novembre 2002).
- 16 mai : Felix Prohaska, chef d'orchestre autrichien († 29 mars 1987).
- 17 mai :
  - Sándor Végh, violoniste et chef d'orchestre hongrois naturalisé français († 7 janvier 1997).
  - Percy M. Young, musicologue, éditeur, organiste, compositeur, chef d'orchestre et enseignant britannique († 9 mai 2004).
- 23 mai : 
  - Jean Françaix, compositeur français († 25 septembre 1997).
  - William Vacchiano, trompettiste et pédagogue américain († 19 septembre 2005).
- 31 mai : Alfred Deller, chanteur et musicologue britannique († 16 juillet 1979).
- 23 juin : Henri Akoka,     clarinettiste français († 22 novembre 1976).
- 28 juin : Sergiu Celibidache, chef d'orchestre roumain († 14 août 1996).
- 29 juin : José Pablo Moncayo, pianiste et compositeur mexicain († 16 juin 1958).
- 8 juillet : 
  - Christel Goltz, soprano allemande († 15 novembre 2008).
  - Jacques Stehman, pianiste et compositeur belge († 20 mai 1975).
- 27 juillet : Igor Markevitch, chef d'orchestre et compositeur italien puis français, né en Ukraine († 7 mars 1983).
- 3 août : Richard Holm, ténor allemand († 20 juillet 1988).
- 13 août :
  - Francesco Albanese, ténor lyrique italien († 11 juin 2005).
  - Francisco Escudero, compositeur basque espagnol († 7 juin 2002).
- 14 août : Louis Moyse, flûtiste français, compositeur et professeur († 30 juillet 2007).
- 20 août : Niazi, compositeur et chef d’orchestre azerbaïdjanais († 2 août 1984).
- 21 août : Grigori Sandler, chef de chœur soviétique († 1er janvier 1994).
- 24 août : Lorenz Fehenberger, ténor allemand († 29 juillet 1984).
- 4 septembre : Denise Bidal, pianiste et enseignante vaudoise († 16 juillet 1989).
- 5 septembre : John Cage, compositeur américain († 12 août 1992).
- 19 septembre : Kurt Sanderling, chef d'orchestre allemand († 18 septembre 2011).
- 21 septembre : György Sándor, pianiste hongrois († 9 décembre 2005).
- 27 septembre : Tauno Marttinen, compositeur finlandais († 18 juillet 2008).
- 19 octobre : Kazuo Yamada, chef d'orchestre et compositeur japonais († 13 août 1991).
- 20 octobre : Marcel Couraud, chef d'orchestre et chef de chœur français († 14 septembre 1986).
- 21 octobre : Georg Solti, chef d'orchestre britannique († 5 septembre 1997).
- 27 octobre : Conlon Nancarrow, compositeur américain, naturalisé mexicain († 10 août 1997).
- 8 novembre : Jean-Louis Martinet, compositeur français († 20 décembre 2010).
- 27 novembre : Solange Michel, mezzo-soprano française († 15 décembre 2010).
- 3 décembre : Claude Rostand, musicologue, musicographe et critique musical français († 9 octobre 1970).
- 7 décembre : Daniel Jones, compositeur britannique († 23 avril 1993).
- 23 décembre : Josef Greindl, basse allemande († 16 avril 1993).
- 24 décembre : Ushimatsu Saitō, compositeur et chef d'orchestre japonais († 4 juin 1994).
- 28 décembre :
  - Iouri Levitine, compositeur soviétique († 26 juillet 1993).
  - Georges Vaillant, chanteur d'opéra français († 16 janvier 2000).

Date indéterminée
- Annette Haas, pianiste française († 2002).
- Gisela Hernández, compositrice cubaine († 1971).
- Jacques Bourgeois, musicographe français († 30 août 1996).

## Décès

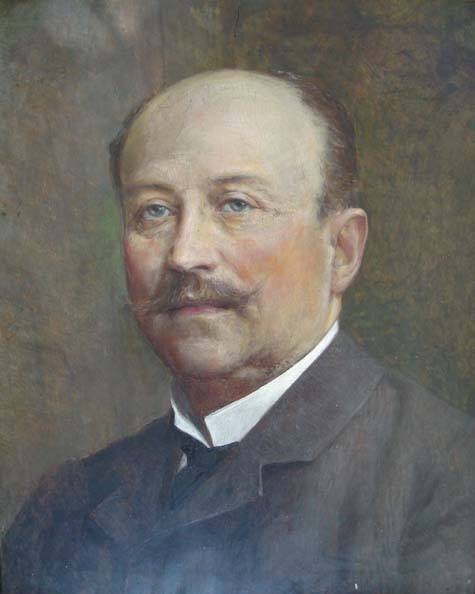
Franz Poenitz

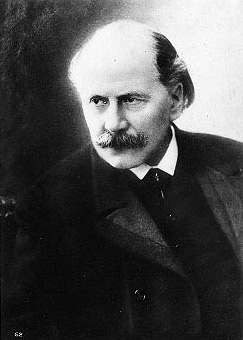
Jules Massenet

- 18 janvier : Hermann Winkelmann, ténor allemand créateur du rôle de Parsifal de Wagner (° 8 mars 1847).
- 26 janvier : Cesare Pollini, pianiste, musicologue, compositeur et pédagogue italien (° 13 juillet 1858).
- 17 mars : Domenico Mustafà, chanteur, chef de chœur et compositeur italien (° 16 avril 1829).
- 19 mars : Franz Poenitz, harpiste et compositeur allemand (° 17 août 1850).
- 11 avril : Josephine Troup, compositrice Anglaise (° 7 juillet 1853).
- 30 avril : František Kmoch, compositeur de marches et chef d'orchestre tchèque (° 1er août 1848).
- 6 mai : Émile Decombes, pianiste et pédagogue français (° 8 août 1829).
- 19 mai : Alphonse Hasselmans, compositeur, harpiste et pédagogue français d'origine belge (° 5 mars 1845).
- 6 juin : Giulio Ricordi, compositeur et éditeur italien d'ouvrages musicaux (° 19 décembre 1840).
- 23 juillet : Alphonse Lavallée-Smith, compositeur, organiste, marchand de musique et professeur de musique québécois (° 17 avril 1873).
- 13 août : Jules Massenet, compositeur, français (° 12 mai 1842).
- 25 août : Pierre Grivot, comédien et chanteur français (° 26 septembre 1834).
- 1er septembre : Samuel Coleridge-Taylor, compositeur et chef d'orchestre britannique (° 15 août 1875).
- 3 octobre : Guido Papini, violoniste et compositeur italien (° 1er août 1847).
- 28 octobre : Edgar Tinel, compositeur et pianiste belge (° 27 mars 1854).
- 6 novembre : Mykola Lyssenko, compositeur, pianiste, chef d'orchestre et ethnomusicologue ukrainien (° 22 mars 1842).
- 11 novembre : Józef Wieniawski, pianiste, pédagogue et compositeur polonais (° 23 mai 1837).
- 16 novembre : Adélard Joseph Boucher, éditeur, importateur, chef de chœur, organiste, chef d'orchestre, musicographe, compositeur, professeur de musique et numismate québécois (° 28 juin 1835).
- 1 décembre : Anna von Stubenberg, compositrice originaire de Graz (° 9 août 1821).
- 14 décembre : Émile Wróblewski, pianiste et compositeur polonais (° 17 juin 1835).